# Ligue majeure de hockey B
La Ligue majeure de hockey B - VHL-B (en russe : Российская хоккейная лига ; en français : la Ligue de Russie de hockey) est le 3e échelon de hockey sur glace en Russie après la KHL et la VHL.
La compétition a été créée en 1996 sous le nom de Pervaïa Liga (en russe : Первая Лига). Le 23 août 2011, la Fédération de Russie de hockey sur glace annonce la création d'une nouvelle ligue nommée Rossiskaïa Hokkeïnaïa Liga. En 2015, elle devient la Ligue majeure de hockey B (VHL-B).

## Organisation
Elle est divisée en deux zones géographiques : division Est et division Ouest.

### Équipes
| Équipe                 | Ville              |
| ---------------------- | ------------------ |
| HK Belgorod            | Belgorod           |
| HK Briansk             | Briansk            |
| Bouran Voronej         | Voronej            |
| HK Tchelny             | Naberejnye Tchelny |
| CSK VVS Samara         | Samara             |
| Kristall Elektrostal   | Elektrostal        |
| HK Lipetsk             | Lipetsk            |
| HK Mordovia Saransk    | Saransk            |
| Neftianik Almetievsk-2 | Almetievsk         |
| Progress Glazov        | Glazov             |
| Slavoutitch Smolensk   | Smolensk           |
| Sokol Novotcheboksarsk | Novotcheboksarsk   |
| HK Tambov              | Tambov             |
| THK Tver               | Tver               |

| Équipe                      | Ville          |
| --------------------------- | -------------- |
| Altaï Barnaoul              | Barnaoul       |
| Bourevestnik Iekaterinbourg | Iekaterinbourg |
| Gazovik Tioumen             | Tioumen        |
| Kedr Novoouralsk            | Novoouralsk    |
| Kristall-Iougra Beloïarski  | Beloïarski     |
| Krylia Sovetov Novossibirsk | Novossibirsk   |
| Chakhtior Prokopievsk       | Prokopievsk    |
| Spoutnik Nijni Taguil 2     | Nijni Taguil   |
| Iantar Seversk              | Seversk        |
| Zaouralye Kourgan-2         | Kourgan        |